# Ожелек (Мазовецьке воєводство)
Ожелек (пол. Orzełek) — село в Польщі, у гміні Садовне Венґровського повіту Мазовецького воєводства.
Населення — 258 осіб (2011).
У 1975-1998 роках село належало до Седлецького воєводства.

## Демографія
Демографічна структура станом на 31 березня 2011 року:
|          | Загалом | Допрацездатний вік | Працездатний вік | Постпрацездатний вік |
| -------- | ------- | ------------------ | ---------------- | -------------------- |
| Чоловіки | 126     | 31                 | 86               | 9                    |
| Жінки    | 132     | 34                 | 66               | 32                   |
| Разом    | 258     | 65                 | 152              | 41                   |